# Морозов, Сергей Петрович (актёр)
Сергей Петрович Морозов (13 сентября 1917, Курск — 2001, Симферополь) — советский актёр, режиссёр. Главный режиссёр Крымского академического театра кукол. Заслуженный артист Украинской ССР.

## Биография
Родился 13 сентября 1917 года в Курске. Выпускник Высшего театрального училища имени М. С. Щепкина. Актёр Курского драматического театра с 1937 года. Был занят в ролях Емели в инсценировке русской сказки и Чапаева в одноимённом спектакле.
16 сентября 1938 года был призван в РККА. Участник Великой Отечественной войны. Старший сержант 121-го гвардейского отдельного батальона связи 20-го гвардейского стрелкового корпуса. Участвовал во взятии Будапешта и Вены. Был награждён.
После демобилизации вернулся в Курский драматический театр. С 1948 года актёр Крымского академического русского драматического театра им. Горького. В пятидесятые и шестидесятые годы Сергей Павлович играл рядом с такими артистами, как Л. Риттер, Н. Мирвольский, А. Рябинкина, Н. Налигацкий. Работал с режиссёром, заслуженным артистом УССР В. Н. Оглоблиным. Заслуженный артист УССР. После «…большой эмоциональной сцены» в финале спектакля «Задержан на улице» Сергей Павлович на подмостках потерял сознание. В 1970 году в связи с развитием болезни сердца ушёл с большой сцены. С 1963 и по 1976 году поступил в Крымский Театр кукол режиссёром, главным режиссёром, затем стал директором.
Умер 2001 году в Симферополе.
В 2001 году посмертно вышла его книга воспоминаний «Пером по жизни» включающая военные рассказы-воспоминания, театральные и житейские новеллы, раздумья: «Человек остается один» и «Сон».

## Театральные роли
Крымский русский драматический театр:
- Павка — «Как закалялась сталь», Н. Островский
- Ставриди — «Песнь о черноморцах», Б. Лавренев
- Винс — «Они были актёрами», В. Орлов, Г. Натансон
- «Доктор философии», Б. Нушич
- «Последние», А. Горький
- «На бойком месте», А. Островский

## Награды[2]
- Медаль «За отвагу» (19.09.1944)
- Орден Красной Звезды (04.06.1945)
- Заслуженный артист УССР
- Орден Отечественной войны II степени (6.04.1985).